# Стефан Азманов
Стефан Тодоров Азманов е български офицер (генерал-майор), началник-щаб на 3-та армия по време на Първата световна война (1917 – 1918), началник на Оперативния отдел в Щаба на армията в началото на Първата световна война (1915 – 1918), а по-късно, също по време на войната е началник-щаб на 1-ва армия, след което на 4-та армия. Главен редактор на военните издания в периода (1913 – 1914).

## Биография
Стефан Азманов е роден на 27 юли 1868 година в Стара Загора. Служи 3-ти пехотен бдински полк, Школата за запасни офицери и като началник на секция в Щаба на армия.
През Първата световна война (1915 – 1918) е началник на оперативния отдел на Щаба на армията (1915). От октомври 1915 до ноември 1916 е началник-щаб на 1-ва армия. През 1918 г. е повишен в чин генерал-майор. От март 1917 до края на войната е началник-щаб на 3-та армия. През 1919 г. е уволнен от служба.
Генерал-майор Стефан Азманов умира на 27 април 1938 г. в София.

## Семейство
Генерал-майор Стефан Азманов е женен и има 3 деца. Негов син е архитект Тодор Азманов (1908 – 1980).

## Военни звания
- Подпоручик (7 ноември 1887)
- Поручик (7 ноември 1890)
- Капитан (1896)
- Майор (31 декември 1906)
- Подполковник (1911)
- Полковник (14 февруари 1914)
- Генерал-майор (1918)

## Награди
- Военен орден „За храброст“ IV степен, 2-ри клас
- Княжеский орден „Св. Александър“ IV степен с мечове по средата, V степен без мечове
- Народен орден „За военна заслуга“ 5-и клас на обикновена лента
- Орден „За заслуга“ на обикновена лента